# Microbianor deltshevi
Microbianor deltshevi là một loài nhện trong họ Salticidae.
Loài này thuộc chi Microbianor. Microbianor deltshevi được Dmitri Viktorovich Logunov miêu tả năm 2009.